# Тея Дора
Теодора Павловска с творчески псевдоним Тея Дора е сръбска музикална изпълнителка представяла Сърбия на конкурса Евровизия 2024.
Израства в родния Бор. Майка ѝ Ясна Йоич е журналистка. Учи музикална гимназия в Белград и със стипендия в Бъркли. 
През 2020 г. с началото на ковид пандемията се прибира в Сърбия. Баща ѝ умира през 2021 г. и Тея Дора му посвещава песента „Джанъм“, с която става световноизвестна.